# Johann Jax

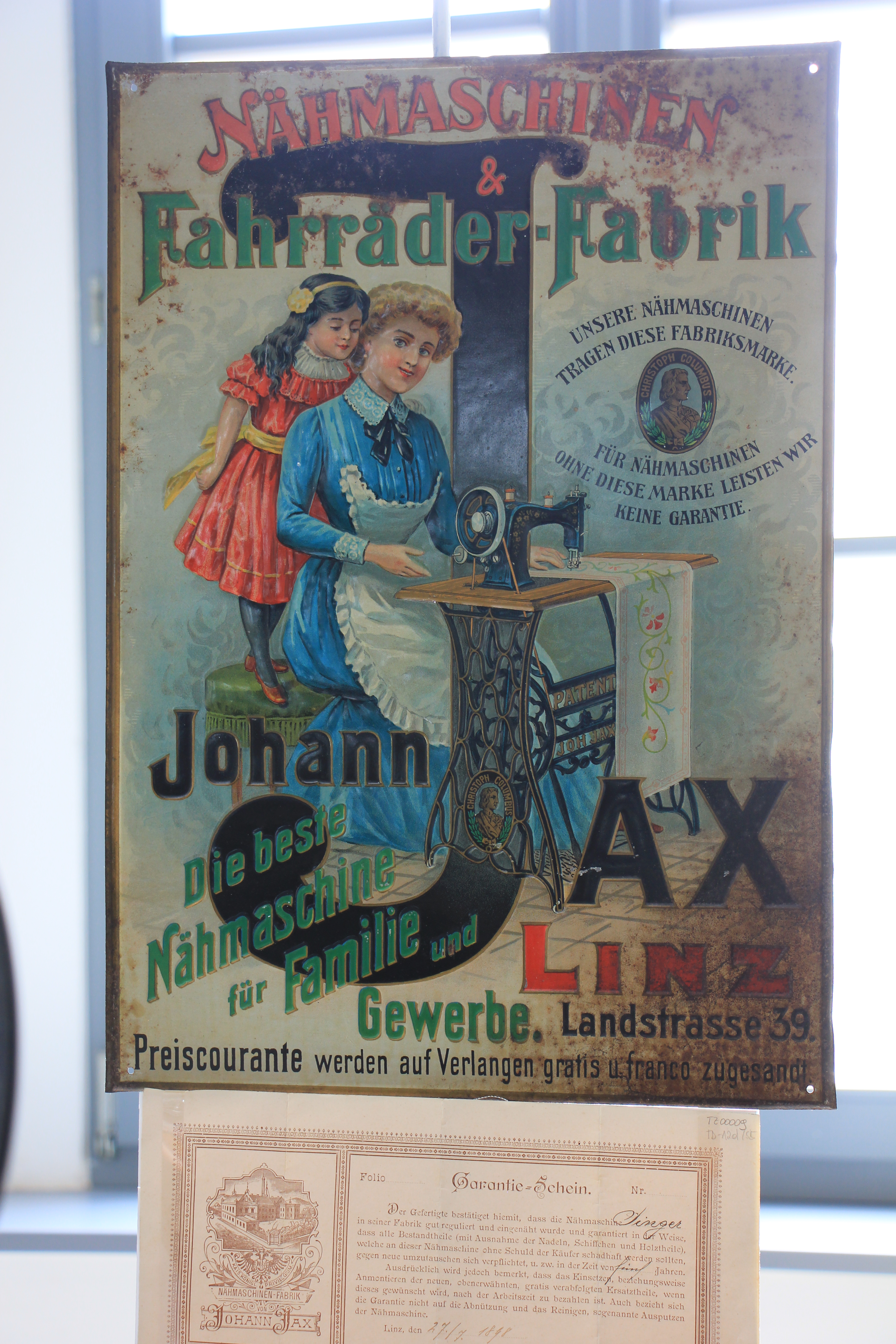
Werbetafel der Johann Jax Nähmaschinenfabrik

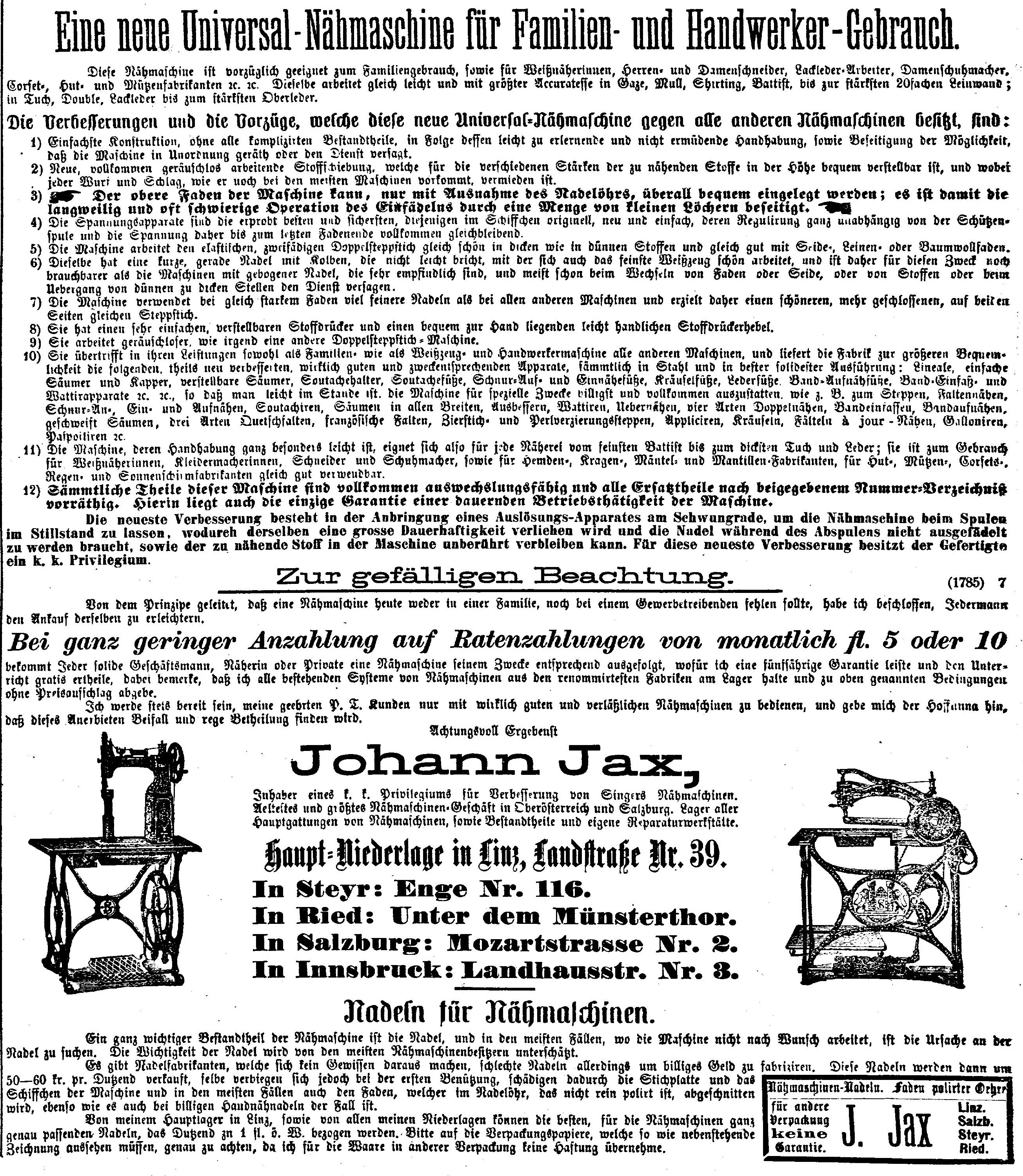
Anzeige für eine „neue Universal-Nähmaschine für Familien- und Handwerker-Gebrauch“ in der Linzer Tages-Post vom 15. Dezember 1878

Johann Jax (* 26. November 1842 in Thierberg, Gemeinde Hirschbach im Mühlkreis, Oberösterreich; † 1. Juli 1937 in Linz) war ein österreichischer Unternehmer, der Nähmaschinen und Fahrräder herstellte.

## Leben
Johann Jax war Sohn eines kinderreichen Mühlvierteler Kleinpächters. Nachdem er das Handwerk des Schneiders erlernt hatte, ging er für einige Zeit auf Wanderschaft, bevor er zum IR. 14 einberufen wurde. Als Soldat kämpfte er 1864 bei den Gefechten im Deutsch-Dänischen Krieg in Oeversee sowie 1866 im Deutsch-Deutschen Krieg in der Schlacht bei Königgrätz. Bei seiner Rückkehr vom Militärdienst lernte er in Innsbruck die erste nach Österreich gelieferte Nähmaschine kennen. In Linz nahm er dann für kurze Zeit eine Anstellung bei einem Schneider an, jedoch interessierte er sich mehr für den Vertrieb der neuen Nähmaschinen. 1867 eröffnete er ein Geschäft für Nähmaschinen, die zu der Zeit in Österreich noch kaum bekannt waren.
Sein ausgeprägter Geschäftssinn, Reklamemaßnahmen sowie Geschäftsreisen verhalfen ihm beim Verkauf seines Produkts derart, dass er in den darauf folgenden Jahren insgesamt 36 Niederlassungen in der westlichen Hälfte der Monarchie eröffnen konnte. Im Jahre 1875 wurde seine Firma vergrößert, ab 1892 nahm er die Produktion von Möbel-Gestellen für Nähmaschinen auf und später produzierte er auch Nähmaschinenköpfe. Auf diese Weise trug Jax wesentlich zur Verbreitung der Nähmaschine in Österreich bei. Besonders verdient machte er sich, weil er im Jahr 1888 die Dreifaltigkeitssäule am Hauptplatz in Linz vor dem Abbruch bewahren konnte, indem er in einer Initiative Spenden sammelte, die auch einen Beitrag von Kaiser Franz Joseph enthielt. Jax, der inzwischen auch Schreibmaschinen und Fahrräder vertrieb, ließ im Jahre 1900 als erster im Raum Linz Arbeiterwohnhäuser für seine Belegschaft errichten. Auf seine Initiative wurde eine planmäßige Verbauung südlich der Westbahn in Linz vorgenommen. Die im Zeitraum von 1899 bis 1903 erbaute Herz-Jesu-Kirche konnte dank einer Stiftung durch ihn errichtet werden. Auch in anderen Stadtteilen förderte er die Bautätigkeiten und dem Gemeinderat der Stadt Linz gehörte er drei Jahre lang an, bevor er 94-jährig im Jahre 1937 verstarb.